# Niepokalane poczęcie (obraz Francisco de Zurbarána)
Niepokalane Poczęcie (hiszp. Inmaculada Concepción) – obraz Francisca Zurbarána namalowany w latach 1630–1635 znajdujący się w National Gallery w Londynie.

W 1649 roku Francisco Pacheco, nauczyciel hiszpańskiego malarza Diega Velazqueza, napisał traktat Arte de la Pintura. W nim pisał: 

Należy malować Maryję w wieku 12–13 lat, jako bardzo piękną panienkę z dużymi oczami, cudownymi ustami i nosem, z różowymi policzkami, ze złotymi, rozpuszczonymi włosami, tak dobrze, jak tylko może to uczynić pędzel człowieka

Obraz Zurbarána, mimo iż powstał wcześniej niż cytowane sugestie Pacheco, mieści się dokładnie w ramach zaleceń i został namalowany zgodnie z obowiązującą wówczas konwencją. Tematyka nawiązuje do tekstu dwunastego rozdziału Apokalipsy św. Jana: Potem wielki znak się ukazał na niebie: Niewiasta obleczona w słońce i księżyc pod jej stopami, a na jej głowie wieniec z gwiazd dwunastu (Ap 12,1). Na obrazie Maria stoi ze złożonymi dłońmi wśród obłoków, stopami dotyka półksiężyca, nad jej głową w aureoli rozświetla dziesięć gwiazd.

## Symbolika
Postać Marii otaczają symbole zwane Arma Virginis, wskazujące na jej boskość, dziewiczość, wybraństwo i piękno duchowe. Symbole pochodzą z biblijnych ksiąg Starego i Nowego Testamentu – z Pieśni nad Pieśniami, z Księgi Mądrości Syracha, Księgi Ezechiela, Księgi Sędziów, Księgi Rodzaju, Księgi Psalmów. W X wieku Maryja utożsamiana była z oblubienicą z Pieśni nad Pieśniami, a występujące tam symbole odnoszono do jej przymiotów, czyli czystości i dziewiczego macierzyństwa oraz niepokalanego poczęcia. Symbole niepokalanego poczęcia zostały spopularyzowane dzięki zatwierdzeniu w 1578 roku w Rzymie w Litanii loretańskiej oraz w Godzinkach o Niepokalanym Poczęciu Najświętszej Maryi Panny napisanych przez świętego Alfonsa Rodriqueza w 1617 roku.
Wokół Maryi znajduje się sześć symboli:
1. Po lewej stronie u góry znajduje się symbol zamkniętej Bramy Niebieskiej. Brama pochodzi z wizji proroka Ezechiela: I rzekł do mnie Pan: Ta brama ma być zamknięta. Nie powinno się jej otwierać i nikt nie powinien przez nią wchodzić, albowiem Pan, Bóg Izraela, wszedł przez nią. Dlatego winna być ona zamknięta (Ez 44,2)[1]. Symbolika bramy odnosi się do Maryi, przez którą przychodzi na świat Chrystus, a zamknięte drzwi oznaczają jej dziewictwo. Maryja ma być też bramą do nieba, czyli pośrednikiem pomiędzy człowiekiem a Bogiem.
2. Po prawej stronie znajdują się schody, których symbolika podobna jest do symboliki bramy. Schody są wyobrażeniem Drabiny Jakubowej opisanej w Księdze Rodzaju (Rdz 28,12). Jest łącznikiem nieba i ziemi. Maryja jest tu pośrednikiem i tą, która niesie pomoc ludziom w dążeniu do Królestwa Niebieskiego.
3. Pod symbolem schodów widoczne jest zwierciadło. Ma ono symbolizować wybraństwo bez grzechu poczętej Matki Boga. Symbol pochodzi z Księgi Mądrości: Jest odblaskiem wiecznej światłości, zwierciadłem bez skazy (Mdr 7,260).
4. Z lewej strony pod Bramą Niebieską znajduje się obraz świątyni. Symbolika świątyni odnosi się do Maryi, która jest świątynią Boga i źródłem Wody Żywej zgodnie ze słowami z Pieśni nad Pieśniami: Tyś zdrojem wód żywych spływających z Libanu (PnP 4,15).
5. U stóp Matki Bożej rozpościera się na tle krajobrazu miasto. Ma ono wyobrażać Maryję jako przybytek Boga o którym wspomina Psalm 46: (...) miasto Boże, uświęcony przybytek Najwyższego (Ps 46,5). Ów przybytek nawiązuje również do brzemiennej Maryi. Widoczna wieża jest Wieżą Dawidową znajdującą się w Jerozolimie. Taka paralela odnosi się do Pieśni nad Pieśniami, gdzie podkreśla się piękno Oblubienicy Boga: Szyja Twoja jak wieża Dawida, warownie zbudowana (PnP 4,4). W Pieśniach znaleźć można porównanie piękna Oblubienicy do smukłości palmy (PnP 7,8), której symboliczny wizerunek również znalazł się na obrazie.
6. Nad głową Maryi widocznych jest dziesięć gwiazd z dwunastu, o których wspomina apokaliptyczna wizja. Dwie pozostałe Zurbarána umieścił pomiędzy chmurami po lewej stronie. Odosobnione gwiazdy mają również inne znaczenie. Jedna z nich nazywana była Gwiazdą Morza (Stella Maris) i jak twierdził święty Hieronim jest ona tłumaczeniem imienia Maryi. Wieczorny hymn Ave Maris Stella miał pozdrawiać Maryję jako tę, która wskazuje drogę i niesie otuchę żeglarzom. Do tej paraleli nawiązuje wzburzone morze u dołu obrazu symbolizujące niebezpieczeństwa czyhające na duszę ludzką. Druga gwiazda wiązana jest z Jezusem, którego nosiła Maria pod sercem. Jezus był nazywany w Apokalipsie gwiazdą poranną świecącą lub jak pisał Święty Ambroży w komentarzach do Objawienia Jana: gwiazdą zaranną, której dajemy nazwę Jutrzenki: jak ona bowiem wschodząc rano, blask swój rozlewa na cały świat, tak i Chrystus przybywając na świat rozjaśnił jego oblicze. Maria była również nazywana Gwiazdą Zaranną co prowadzi do konkluzji, iż Chrystus jest wschodzącym słońcem (Łk 1,78) a Maryja poprzedza jego przyjście.

Wbrew powszechnej ikonografii Maryja nie spogląda w górę ku niebu, lecz patrzy w stronę ziemi. Takie ujęcie ma wskazywać, iż Matka ma dopiero zstąpić na Ziemię, co podkreśla jej czystość, wolność od grzechu oraz preegzystencję. Istnienie Maryi jako myśli Bożej, przed jej ziemskim poczęciem było ważnym argumentem teologicznym w dyskusji z protestantami.